# Ryukyuanos
O povo ryukyuano (em japonês: 琉球民族; rōmaji: Ryūkyū minzoku; em oquinauano: Ruuchuu minzuku); também conhecido como léquios ou uchinaanchu (em japonês: 沖縄人; rōmaji: okinawajin), é o povo indígena das Ilhas Ryukyu entre as ilhas de Kyushu e Taiwan. Politicamente, vivem nas prefeituras de Okinawa ou de Kagoshima. Suas línguas são chamadas de línguas ryukyuanas, que são consideradas um dos ramos das línguas japônicas.
Os ryukyuanos não são uma minoria reconhecida no Japão, pois as autoridades japonesas os consideram como um subgrupo do povo japonês (Yamato). Mesmo não sendo um grupo reconhecido, os ryukyuanos são a maior minoria etnolinguística no Japão, com 1,3 milhões indivíduos vivendo na Prefeitura de Okinawa. Há também uma numerosa diáspora ryukyuana. Ao menos 600 mil ryukyuanos e seus descendentes estão espalhados em outras prefeituras do Japão e em outros países, principalmente no Brasil, no Havaí e em outros lugares onde há diásporas japonesas de tamanho significante. Na maioria dos países, as diásporas ryukyuana e japonesa não são distinguidas.

## Etimologia
O termo "Ryukyu" deriva do nome chinês para o arquipélago, Liuqiu, que é pronunciado como "Ryukyu" na língua japonesa. O termo nativo para a ilha de Okinawa são Uchinaa, Uchinaanchu para o povo e Uchinaaguchi para a língua. 

## Origens
De acordo com estudos genéticos recentes, o povo ryukyuano compartilha de mais alelos com os caçadores-coletores do Período Jōmon (há entre 3000 a 16 mil anos) e com o povo ainu do que os Yamato e possuem contribuições genéticas menores de populações continentais da Ásia, o que está de acordo com a teoria de K. Hanihara (1991), que defende que os Yamato são mais miscigenados com populações agricultoras continentais da Ásia (principalmente da península coreana) do que os ainus e os ryukyuanos, com eventos de miscigenação significantes ocorrendo durante e após o Período Yayoi (há entre 1700 a 3000 anos). Quando comparados geneticamente com a população japonesa em geral, os ryukyuanos constituem um grupo genético próximo, porém separado. A ancestralidade Jōmon é estimada em aproximadamente 28%. Estima-se que o evento de miscigenação que formou o povo ryukyuano ocorreu há 1075 a 1100 anos, o que corresponde com o Período Gusuku e considera-se que tal evento esteja relacionado com a chegada de imigrantes do Japão.
Estudos comparativos de diversidade dentária demonstraram que houve fluxo genético de fontes externas a longo prazo (do Japão e do sul da Ásia oriental), isolação prolongada e deriva genética, que produziram a diversificação morfológica dos ryukyuanos modernos. Porém, a análise contradiz a ideia de continuidade genética direta e afinidade entre os Jōmon e os ryukyuanos, mas várias análises genéticas, craniais, dentárias e de infecções virais indicam sua relação próxima, que de acordo com dados antropológicos estão consistentemente entre os Yamato e os ainus.
De acordo com evidências arqueológicas, há uma diferenciação cultural entre as ilhas Ryukyu do norte (Amami e Okinawa) e as ilhas Ryukyu do sul (Miyako e Yaeyama). A diferenciação genômica foi pronunciada, especialmente entre Okinawa e Miyako. Considera-se que tenha surgido por divergência genética em vez de por miscigenação com outras populações e tal divergência data do Holoceno, sem contribuições genéticas significativas de populações do Pleistoceno para os ryukyuanos do sul de atualmente. Os ryukyuanos de Amami são levemente mais similares aos Yamato do que os de Okinawa.

### Estudos genéticos

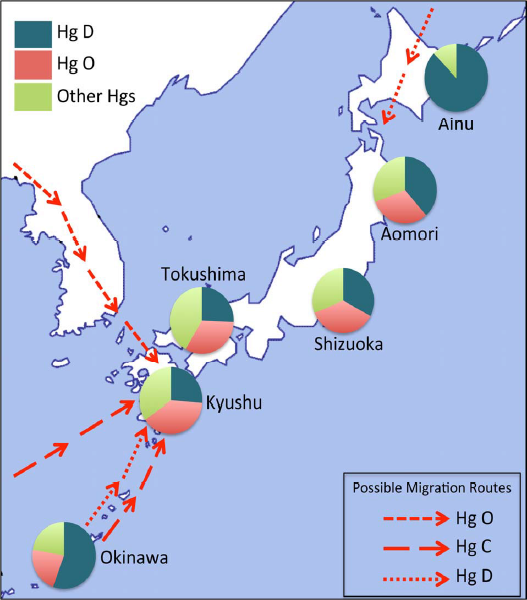
Frequências dos haplogrupos D e O do cromossomo Y em diferentes partes do Japão

O DNA mitocondrial (mtDNA) e marcadores do cromossomo Y são utilizados para estudar migrações humanas. Estudos sobre restos de esqueletos dos períodos Kaizuka e Gusuku de Okinawa mostrou a predominância dos haplogrupos femininos D4 e M7a e sua continuidade nas populações modernas de Okinawa. Considera-se que o haplogrupo M7a representa um "genótipo Jōmon" introduzido por um ancestral paleolítico do sudeste ou do sul da Ásia, por volta do Último Maximo Glacial, com o arquipélago de Ryukyu sendo um ponto de origem provável. Em contraste, a frequência do haplogrupo D4 é relativamente alta em populações do leste asiático, incluindo o Japão. Porém, na população japonesa moderna, o haplogrupo M7 mostrou um declínio, enquanto o haplogrupo N9b mostrou um aumento do sul para o norte, o que indica que os padrões de mobilidade de homens e mulheres foi diferente, pois a distribuição dos haplogrupos do cromossomo Y não mostram um gradiente geográfico como o mtDNA, o que significa origens maternas diferentes entre os ryukyuanos e os ainus modernos.
Pesquisas de haplogrupos do cromossomo Y de ryukyuanos modernos mostrou as seguintes frequências: 55,6% do haplogrupo D-P37.1, 22,2% de O-P31, 15,6% de O-M122, 4,4% de C-M8 e 2,2% de outros. Considera-se que os haplogrupos do cromossomo Y expandiram em uma difusão dêmica. Considera-se que os haplogrupos D e C tenham uma origem paleolítica, com origem estimada há cerca de 19400 anos e expansão há 12600 anos para o haplogrupo D e origem há 14500 anos e expansão há 10820 anos para o haplogrupo C. Ambos foram isolados por milhares de anos assim que as ligações geográficas entre o Japão e a Ásia continental foram submergidas no final do Último Glacial Máximo há aproximadamente 12 mil anos. O haplogrupo O começou a se expandir há aproximadamente entre 3000 e 4000 anos, e pode dizer-se que os haplogrupos D1b e C1 pertençam à linhagem masculina dos Jōmon e que o haplogrupo O pertença à linhagem masculina dos Yayoi. O haplogrupo M12 é considerado como o correspondente mitocondrial do haplogrupo D. Este raro haplogrupo foi detectado apenas em japoneses, coreanos e tibetanos, com frequência e diversidade maiores no Tibete.

## História

### Antiguidade
As ilhas Ryukyu são habitadas há pelo menos 32 mil - 18 mil anos. Durante o Período Jōmon tardio (Kaizuka), também chamado de Período dos Sambaquis (há entre 1000 e 6700 anos) das ilhas Ryukyu do norte, a população vivia em sociedades caçadoras-coletoras, com cerâmica similar à dos Jōmon do Japão. Na última parte do Período Jōmon, sítios arqueológicos mudaram para o litoral, sugerindo a prática de pesca. Considera-se que na última metade do Período Jōmon as ilhas Ryukyu tenham desenvolvido sua própria cultura. É considerado por alguns estudiosos que a influência linguística e cultural teve muito mais alcance do que a miscigenação. A cultura Yayoi, datada entre os séculos III a X a.C., é notável pela introdução da cerâmica do tipo Yayoi, de ferramentas de metal e do cultivo de arroz, mas apesar de algumas ferramentas e cerâmicas do tipo Yayoi terem sido encontradas em Okinawa, o arroz não foi cultivado até o séc. XII e nem a cultura Yayoi, nem a cultura Kofun expandiram no arquipélago. As ilhas Ryukyu do sul foram isoladas das ilhas do norte e seu Período Shimotabaru (há entre 3000 e 4500 anos) foi caracterizado por um estilo específico de cerâmica, e durante o Período Acerâmico (há entre 800 e 2500 anos), nenhum tipo de cerâmica foi produzido.
O achado de dinheiro de faca chinês nas proximidades de Naha indica um provável contato com o antigo estado chinês de Yan já no século III a.C. De acordo com o Shan Hai Jing, o estado de Yan tinha relações com o povo de Wa, que vivia a sudeste da Coreia, que pode ter sido relacionado tanto com os Yamato antigos quanto com os ryukyuanos. A história sobre a busca de Qin Shi Huang, fundador da Dinastia Qin, pelo elixir da imortalidade, conta que o imperador tentou cooperar com "imortais felizes" que habitavam ilhas pode se referir tanto ao Japão antigo quanto a Ryukyu. Faltam evidências de que as missões da Dinastia Han chegaram às ilhas, mas como os japoneses chegaram à capital de Han, registros do ano 57 mencionam uma prática geral de tatuamento entre os povos dos "cem reinos" das ilhas orientais, um costume que era comum, mas sobreviveu apenas entre os ainus, as mulheres ryukyuanas e o povo Atayal de Taiwan. Registros das dinastias Wei e Han mostram que os habitantes do leste e do sul do Japão e de Okinawa tinham muito em comum em relação a instituições político-sociais até o século II — eram baixos, criavam suínos e vacas e eram governados por mulheres, com influência especial de sacerdotisas, relacionadas às sacerdotisas ryukyuanas Noro, que eram fortemente associadas ao poder político local até o século XX e à economia da criação de suínos até a Segunda Guerra Mundial. Sugere-se que a menção de uma sacerdotisa específica chamada Pimeku, sua morte e o conflito que se sucedeu sejam relacionados a desafios sócio-políticos do antigo sistema matriarcal.
A primeira menção definitiva às ilhas e a seu povo pelos chineses e japoneses data do século XVII. O imperador Yang de Sui fez expedições à procura da "Terra dos Imortais Felizes" entre os anos de 607 e 608. Como os enviados chineses e os ilhéus não conseguiam se entender e não queriam aceitar a autoridade de Sui, os enviados chineses levaram vários prisioneiros para a corte. As ilhas, batizadas de Liuqiu pelos chineses, seria pronunciada em japonês como Ryukyu e em oquinauano como Ruuchuu. Porém, quando o diplomata japonês Ono no Imoko chegou à capital chinesa, ele notou que os prisioneiros tinham provavelmente vindo da ilha Yaku ao sul de Kyushu. Em 616, os anais japoneses mencionam o "Povo das Ilhas do Sul" pela primeira vez. De acordo com o Shoku Nihongi, em 698, uma pequena força enviada pelo Japão dominou com sucesso as ilhas de Tane-jima, Yakushima, Amami, Tokunoshima, entre outras ilhas. Em 699 são mencionadas as ilhas Amami e Tokara, em 714 Shingaki e Kume, em 720 umas 232 pessoas que tinham se submetido à capital japonesa Nara, e finalmente a Okinawa em 753. Não obstante a menção ou autoridade, ao longo dos séculos a influência japonesa se espalhou lentamente entre as comunidades.

### Período Gusuku

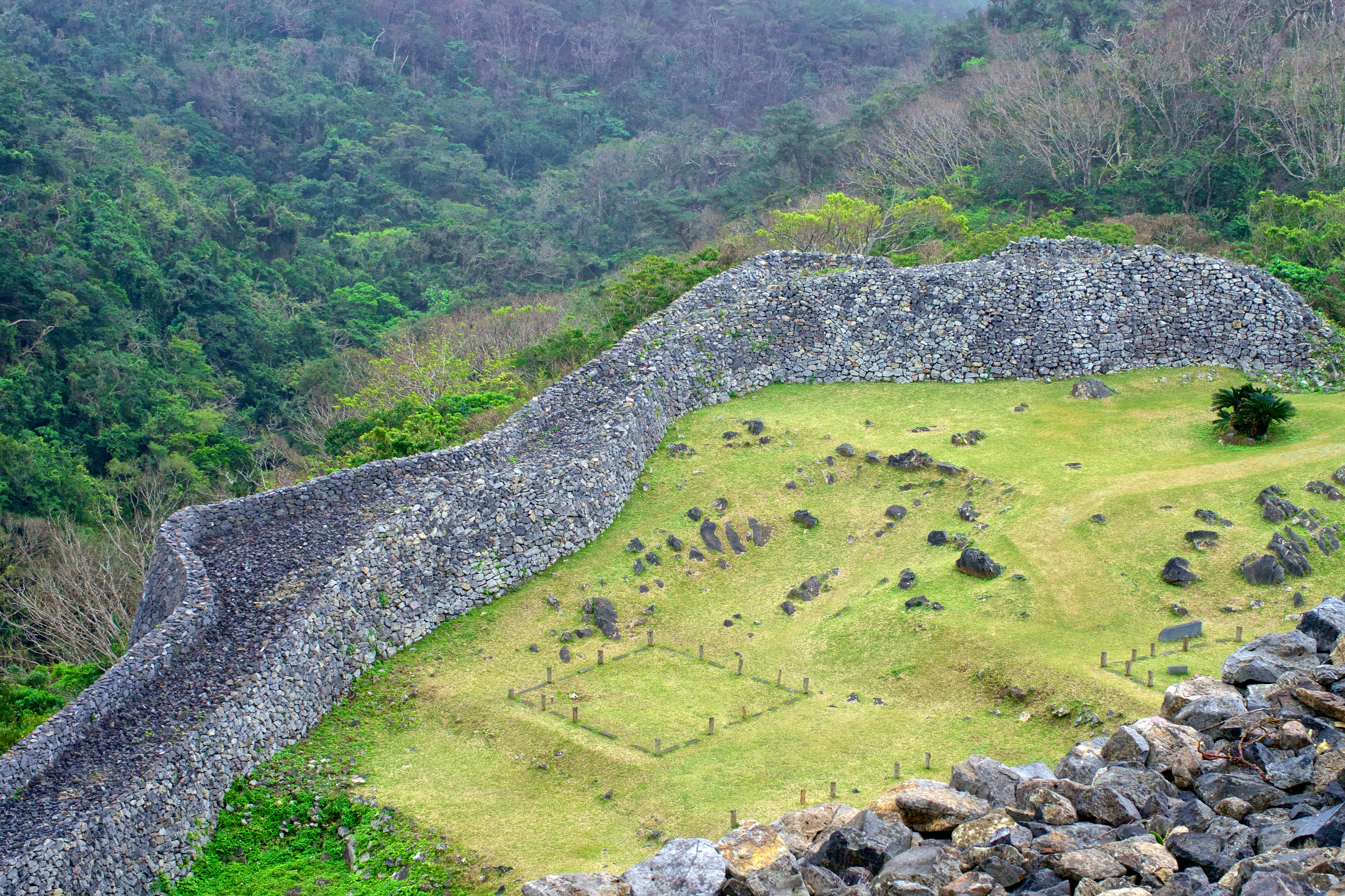
Gusuku de Nakijin

A falta de registros escritos resultou em contos posteriores do século XVII, sob influência chinesa e japonesa, que foram esforços dos chefes locais para explicar o "direito divino" de sua autoridade real, bem como os interesses políticos dos xoguns de Tokugawa do clã Minamoto, que queria legitimar a dominação japonesa sobre Okinawa. A tradição diz que o fundador da Dinastia Tenson descendia da deusa Amamikyu e que a dinastia regeu por 17 mil anos e teve 25 reis/chefes. Porém, o 24º trono foi usurpado por um homem chamado Riyu, que foi derrotado numa revolta liderada por Shunten (1187 – 1237), senhor de Urasoe. A origem paterna de Shunten é matéria de debate. De acordo com romances do século XVII, ele era neto de um chefe local (anji) cuja filha o tinha gerado com um aventureiro japonês, geralmente especulado ser Minamoto no Tametomo, enquanto evidências históricas e arqueológicas indicam homens do clã Taira que fugiram da vingança do clã Minamoto. A Dinastia Shunten gerou mais dois chefes, Shunbajunki (舜馬順熙, r. 1237–1248) e Gihon (義本, r. 1248–1259). Quando Gihon abdicou, seu sessei (摂政) Eiso fundou a Dinastia Eiso.
Durante o Período Gusuku (1187–1314), com uma cronologia recente datada entre os anos 900 e 950, os ryukyuanos fizeram avanços políticos, sociais e econômicos significativos. Os centros de poder se distanciaram do litoral para o interior, onde os chefes locais construíam gusuku, fortificações similares a castelos, em locais mais altos. Nota-se que neste período, em comparação com o Japão, houve a introdução tardia de produção agrícola de arroz, trigo, painço e o comércio desses bens para o exterior, e a introdução do sistema de escrita kana japonês durante o reinado de Shunbajunki. Após anos de fome e epidemias durante o reinado de Gihon, Eiso indroduziu um sistema de impostos regulares (de armas, grãos e tecido) em 1264, e conforme o governo ganhou força, o controle se estendeu para as ilhas de Kume, Kerama, Iheya e Amami (1266). Entre 1272 e 1274, enquanto ocorriam as invasões mongóis do Japão, Ryukyu rejeitou as demandas dos mongóis duas vezes. Também houve a introdução do budismo durante o reinado de Eiso.

### Período Sanzan

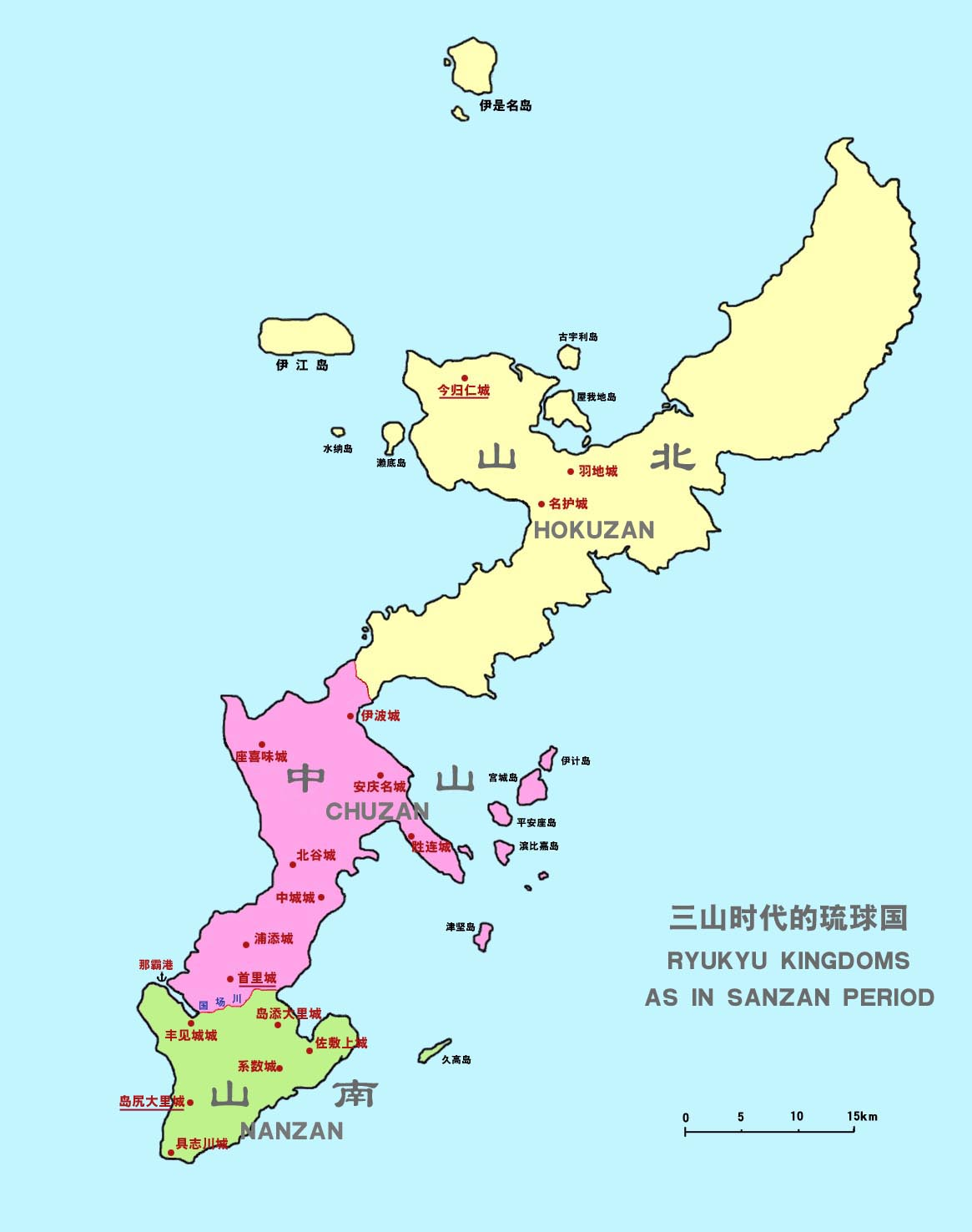
Mapa da Ilha de Okinawa, mostrando os Três Reinos do Período Sanzan

Durante o reinado do bisneto de Eiso, Tamagusuku (1314–1336), Okinawa se dividiu em três reinos, o que iniciou o Período Sanzan (1314–1429). O reino de Hokuzan ao norte, apesar de ser o maior, era o mais pobre por conta de suas florestas e terreno montanhoso, com pesca e agricultura primitivas. O reino central de Chūzan era o que possuía mais vantagens por conta de suas cidades desenvolvidas e portos. O reino de Nanzan era o menor, mas resistiu por causa de seus comércios marítimos e bom posicionamento de seus castelos.
Neste período, mais avanços econômicos, sociais e culturais ocorreram enquanto os três reinos desenvolviam relações comerciais com o Japão, com a China e com a Coreia. Durante o reinado de Satto, Chūzan entrou numa relação tributária com a China da dinastia Ming. Nas duas décadas seguintes, Chūzan mandou nove missões oficiais à capital chinesa e suas relações formais duraram até 1872. Apesar das fortes influências econômicas, culturais e políticas da China, os reinos continuaram mantendo grande autonomia. Em 1392, os três reinos começaram a enviar missões para o reino coreano de Joseon. Em 1403, Chūzan estabeleceu relações formais com o xogunato Ashikaga, e uma embaixada foi enviada à Tailândia em 1409. Os contatos com o Sião continuaram até 1425 e outras missões foram enviadas para Palimbão (1428), Java (1430), Malaca e Sumatra (1463).
Em 1371, a China iniciou sua política de proibições marítimas (Haijin) contra o Japão e Ryukyu ganhou muito de sua posição como intermediário no comércio entre os dois países. Enviavam cavalos, enxofre e conchas do mar para a China, de lá traziam cerâmicas, cobre e ferro e do sudeste asiático traziam estanho, marfim, especiarias e madeira, que eram vendidas para Japão, Coreia e/ou China.
Em 1392, 36 famílias de Fujian foram convidadas pelo chefe de Chūzan para se estabelecer nas proximidades do porto de Naha e servir como diplomatas, intérpretes e oficiais do governo. Considera-se que muitos oficiais ryukyuanos descendam desses imigrantes chineses, nascidos na China ou tendo avós chineses. Eles auxiliaram os ryukyuanos em seus avanços tecnológicos e diplomáticos. A partir daquele mesmo ano, Ryukyu obteve permissão de enviar estudiosos oficiais à China. A relação tributária com a China posteriormente se tornaria a base de disputas Sino-Japonesas sobre o arquipélago no séc. XIX.

### Reino de Ryukyu

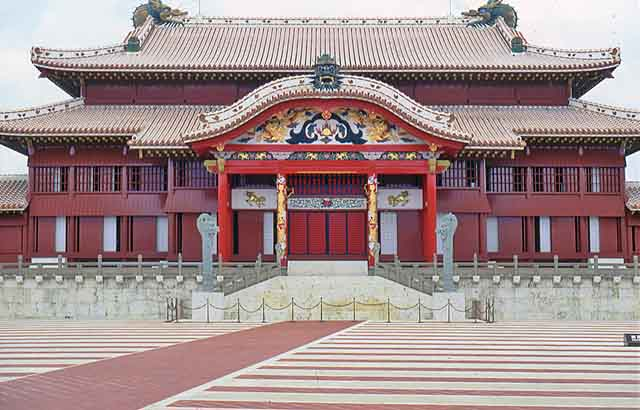
Castelo de Shuri

Entre 1416 e 1429, o chefe de Chūzan, Shō Hashi, unificou os três reinos, fundando o Reino de Ryukyu (1429–1879), com Shuri como capital e fundou a Primeira Dinastia Shō. O reino prosperou com o comércio marítimo e suas relações tributárias com a Dinastia Ming da China. O reinado de Shō Shin (1477–1526), descendente da Segunda Dinastia Shō, é notável por sua prosperidade, paz e a expansão do controle do reino sobre Kikaijima, Miyako e Yaeyama (1465–1524), e sobre Amami (1537) durante o reinado de Shō Sei (1526–1555).
Após a Campanha de Kyūshū (1586–1587), iniciada por Toyotomi Hideyoshi, seu assistente Kamei Korenori, que se interessava pelo comércio no sul, quis ser recompensado com as Ilhas Ryukyu. Um leque de papel encontrado durante a Guerra Imjin mencionava um título "Kamei, Senhor de Ryukyu", revela que Hideyoshi ofereceu tal posto apesar de não ter autoridade sobre o arquipélago. Em 1591, Kamei viajou com uma tropa para dominar as ilhas, mas o Clã Shimazu o impediu, pois valorizavam a relação especial que tinham com o Reino de Ryukyu. Hideyoshi não estava muito preocupado com o conflito, pois considerava a invasão da Coreia mais importante. Enquanto a influência da Dinastia Ming enfraquecia por causa de revoltas na China, os japoneses estabeleciam portos no sudeste asiático e os europeus chegavam, o comércio marítimo do reino começou a decair.
No século XVII, durante o Xogunato Tokugawa (1603–1867), o primeiro xogum, Tokugawa Ieyasu pretendia subjugar o reino a fim de estabelecer um intermediário no comércio com a China, e ordenou o rei de Ryukyu a prestar respeitos ao xogunato em 1603. Como o rei não reagiu, com a instrução do xogum, o Domínio de Satsuma anexou uma parte do território do reino durante a Invasão de Ryukyu, em 1609. O reino manteve um certo grau de autonomia e independência por conta da proibição do comércio com o xogunato pela Dinastia Ming. As ilhas Amami se tornaram parte do território dos Shimazu e impostos foram cobrados, tornando-os subordinados nas relações entre China e Japão. Até a invasão, os senhores do Clã Shimazu possuíam títulos vagos, como "Senhores das Doze Ilhas do Sul", que inicialmente se referiam às ilhas próximas à costa de Kyushu, mas posteriormente incorporaram as ilhas Ryukyu. Posteriormente, nos anos 1870, isto foi usado como uma justificativa da soberania japonesa sobre Ryukyu.
Durante os reinados de Shō Shitsu (1648–1668) e Shō Tei (1669–1709), estabilidades sociais e econômicas foram recuperadas, com várias leis sobre organização governamental, negócios, como a produção de cana de açúcar, e um sistema de impostos baseado na produção agricultural. A produção foi encorajada, pois os impostos anuais de Satsuma exauriram os recursos internos de Ryukyu. Apesar da produção de batata-doce e de açúcar ter crescido, os plebeus não tinham permissão de aumentar suas plantações. As reformas agriculturais continuaram durante o reinado de Shō Kei (1713–1752) e seu conselheiro sanshikan Sai On (1728–1752), cujo Nomucho (Diretório de Assuntos Agriculturais) de 1743 se tornaram a base da administração agrícola até o século XIX. Nas ilhas Sakishima, uma grande parte dos impostos era paga com tecidos feitos de rami.

### História moderna

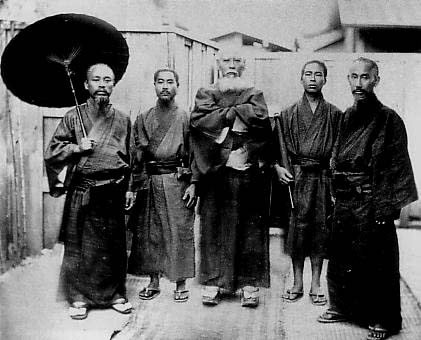
Cinco homens ryukyuanos, Era Meiji

Durante o Período Meiji, o processo Ryūkyū shobun teve início, de acordo com o qual o reino estaria sob a jurisdição da Prefeitura de Kagoshima em 1871, e posteriormente se tornaria o Domínio de Ryukyu (1872–1879). No entanto, tais eventos ocorreram para evitar a revolta da China e de Ryukyu, e o governo de Shuri não estava ciente de sua importância, incluindo quando o Japão decidiu representar politicamente os ryukyuanos envolvidos na Invasão Japonesa de Taiwan (1874). Em 1875, Ryukyu foi forçado a terminar suas relações de tributo com a China, algo que uma China enfraquecida não conseguiu deter, com a proposta do 18º presidente dos EUA, Ulysses S. Grant, sobre a soberania de Okinawa e a divisão das ilhas entre China e Japão. A corte chinesa no último minuto decidiu não ratificar o acordo. O rei não se submeteu em três ocasiões entre 1875 e 1879, e em 1879 o domínio foi formalmente abolido e estabeleceu-se a prefeitura de Okinawa, forçando o último rei de Ryukyu, Shō Tai, a se mudar para Tóquio, com o status reduzido de visconde. A classe aristocrática de Ryukyu resistiu à anexação por quase vinte anos, mas, após a Primeira Guerra Sino-Japonesa (1894–1895), os interesses de soberania da China e de Ryukyu se extinguiram enquanto a China renunciava suas reivindicações. Muitos historiadores criticaram a posição do governo Meiji quanto à anexação de Ryukyu, que era considerada pelo Japão como uma simples mudança de administração em vez de colonialismo.
Durante a Era Meiji, como ocorreu com os ainus, os ryukyuanos tiveram sua  cultura, religião, tradições e língua reprimidas pelo governo e enfrentaram assimilação forçada. Começando nos anos 1880, escolas os proibiram de exibir sua cultura, língua, vestimentas e penteados, considerando-os inferiores, e os introduziram à cultura japonesa. A doutrinação militarística e a ideologia centrada no imperador eram iniciadas na escola primária. O objetivo final dessa educação era a assimilação, incorporada com o mito de pureza racial e afetada pela ideologia Nihonjinron. Os ryukyuanos frequentemente eram vítimas de preconceito, humilhação e discriminação étnica. A elite de Okinawa estava dividida entre facções que se opunham ou apoiavam a assimilação. Após a anexação de Taiwan pelo Império do Japão em 1895, o foco do desenvolvimento foi deslocado de Okinawa, o que resultou num período de fome conhecido como "Sotetsu-jigoku" ("Inferno da Cicadófita"). Entre 1920 e 1921, a queda do preço de açúcar (que perdurou até 1931) e a transferência de sua produção para Taiwan resultou numa crise econômica que fez com que muitos ryukyuanos procurassem por empregos no Japão (frequentemente em Osaka e Kobe) ou em Taiwan. Aproximadamente 15% da população havia emigrado por volta de 1935.
Durante a Segunda Guerra Mundial e em batalhas, como a Batalha de Okinawa, aproximadamente 150 mil civis (1/3 da população) foram mortos apenas na ilha de Okinawa. Após a guerra, o arquipélago foi ocupado pelo Governo Militar das Ilhas Ryukyu dos Estados Unidos (1945–1950), mas os EUA mantiveram o controle mesmo após o Tratado de São Francisco de 28 de abril de 1951, dia conhecido como "Dia da Humilhação" pela diáspora de Okinawa, e foi substituído pelo governo USCAR (United States Civil Administration of the Ryukyu Islands), que durou de 1950 a 1972. Durante esse período, o exército dos EUA requisitou terras privadas para a construção de suas instalações e os donos desses terrenos foram realocados a campos de refugiados. Milhares de crimes foram cometidos pelas tropas estacionadas em Okinawa. Apenas vinte anos depois, em 15 de maio de 1972, Okinawa foi retornada ao Japão. Como os japoneses tinham liberdade política e prosperidade econômica no pós-guerra, as instalações tiveram um impacto econômico negativo e as pessoas sentiram-se enganadas, usadas para fins de segurança contra a ameaça comunista, enquanto outras consideravam uma desgraça nacional. Desde 1972, são realizados amplos planos para elevar a economia de Okinawa a nível nacional, bem como o apoio contínuo à cultura local e o renascimento das artes tradicionais iniciado pela USCAR.
Okinawa consiste de apenas 0,6% do território japonês, mas cerca de 75% das instalações militares dos EUA são designadas para bases em Okinawa. A presença do exército ainda é um assunto delicado na política local. Descontentamento com o governo, com o imperador (Especialmente Hirohito por conta de seu envolvimento no sacrifício de Okinawa e sua ocupação posterior) e com o exército americano frequentemente causam críticas abertas e protestos, tendo como exemplo o protesto contra o estupro de Okinawa de 1995, que reuniu 85 mil pessoas, e o protesto de 2007 contra as revisões de livros escolares feitas pelo Ministério da Educação sobre o suicídio em massa forçado de civis durante a Batalha de Okinawa, que reuniu 110 mil pessoas. Os imperadores evitaram visitar Okinawa por muitos anos, sendo que Akihito foi o primeiro a fazê-lo em 1993, pois pensava-se que causaria tumulto. Em 1975, Akihito, na época príncipe imperial, visitou Okinawa e quase foi atingido por uma bomba incendiária, mas a tensão tem se acalmado nos anos recentes. Discriminação contra os habitantes de Okinawa, tanto do passado como do presente, em parte por causa dos japoneses, é a causa de seu ressentimento contra o governo, visto no Movimento de Independência de Ryukyu.

### Demografia
Os ryukyuanos normalmente se veem unidos por sua ilha natal e, especialmente entre os mais velhos, consideram-se de Okinawa em primeiro lugar e do Japão em segundo. A renda anual média por residente de Okinawa em 2006 foi de 2,09 milhões de ienes, deixando a prefeitura no final da lista de 47. Os habitantes de Okinawa têm uma taxa de mortalidade ajustada por idade muito baixa em idades mais avançadas e entre a menor prevalência de doenças cardiovasculares e outras doenças associadas à idade no mundo. Além disto, Okinawa tem tido por muito tempo a maior expectativa de vida de idades mais avançadas e a maior prevalência de centenários entre as 47 prefeituras japonesas e o mundo desde que o Ministério da Saúde começou a fazer registros nos anos 60. A longevidade ryukyuana é conhecida em registros históricos antigos do Japão e da China e, apesar de influências conhecidas da dieta e do estilo de vida, é possível que haja uma influência genética que favoreça tal fator. O Estudo de Centenários de Okinawa (OCS, Okinawa Centenarian Study) teve início em 1976 e é o  mais longo estudo de centenários baseado em populações ainda em operação.

## Cultura

### Língua
Semelhanças entre as línguas ryukyuanas e a japonesa sugerem uma origem em comum, provavelmente proveniente dos imigrantes da Ásia continental do Período Yayoi. Ainda hoje consideradas como dialetos da língua japonesa, as línguas ryukyuanas são parte de um ramo irmão das línguas japônicas e são mutualmente ininteligíveis. Como a transição Jōmon-Yayoi (aprox. 1000 a.C.) representa o período de formação do povo japonês moderno, considera-se que as línguas japônicas estão relacionadas aos imigrantes Yayoi. O tempo de separação estimado entre as línguas ryukyuanas e o japonês é matéria de debate por causa de problemas metodológicos; estimativas mais velhas (1959–2009) variavam entre 300 a.C. e 700 d.C., enquanto as mais novas (2009–2011) variam entre 200 a.C. e 100 d.C., o que não está de acordo com a arqueologia e a nova cronologia que demonstra que o Período Yayoi teve início por volta de 950 a.C., ou a teoria da propagação de falantes de proto-ryukyuano vindos de Kyushu entre os séculos X e XII. Baseando-se em diferenças linguísticas, as famílias se separaram por volta do século VII, que corresponde ao Período Kofun. As línguas ryukyuanas meridionais mostram uma difusão norte-sul, enquanto as setentrionais não mostram evidências de tal difusão, dando espaço para a formulação de várias teorias.
Já que os japoneses adotaram a escrita chinesa e absorveram parte de seu vocabulário cerca de mil anos antes dos ryukyuanos, a literatura antiga da corte imperial do Japão exibe arcaísmos similares às línguas ryukyuanas. As línguas ryukyuanas são divididas em dois grupos principais: Línguas ryukyuanas setentrionais e Línguas ryukyuanas meridionais, e geralmente considera-se a existência de cinco línguas ryukyuanas distintas; Amami, Okinawa, Miyako, Yaeyama e Yonaguni, enquanto Kunigami é por vezes adicionada ao grupo. Há dialetos específicos a certas ilhas dentro destas línguas, sendo que muitos caíram em desuso. Apesar do uso do okinawano de Shuri na corte e de sua reputação, não há uma versão padrão de língua ryukyuana. 
Durante a Era Meiji e posteriormente, as línguas ryukyuanas eram consideradas um dialeto japonês e, como eram vistas negativamente, foram reprimidas pelo governo, que forçava a assimilação e a língua japonesa padrão. A partir de 1907, as crianças foram proibidas de falar línguas ryukyuanas nas escolas, e houve o uso de "cartões de dialeto" nos anos 30, um sistema de punição para alunos que falavam em alguma língua que não fosse o japonês padrão. Falar em uma língua ryukyuana era considerado não-patriótico; a partir de 1939, serviço e emprego eram negados a falantes de línguas ryukyuanas em escritórios do governo. Durante a Batalha de Okinawa em 1945, o exército japonês foi instruído a considerar como espiões quaisquer falantes de línguas ryukyuanas e condená-los à pena de morte, com muitos relatos de que tais atrocidades de fato ocorreram. Após a Segunda Guerra Mundial, durante a ocupação de Okinawa pelos EUA, as línguas e a identidade ryukyuana foram promovidas, principalmente para instigar a separação de Okinawa do Japão, porém, como o ressentimento contra a ocupação aumentou a conformidade de unificação com o Japão, a partir de 1972 houve a reintrodução do japonês padrão e maior aumento do desuso das línguas ryukyuanas.
Considera-se que atualmente pessoas com 85 anos ou mais exclusivamente falam alguma língua ryukyuana, pessoas entre 45 e 85 anos falam tanto jaonês quanto uma língua ryukyuana dependendo do ambiente (no trabalho ou entre familiares), pessoas com menos de 45 compreendem alguma língua ryukyuana e pessoas com menos de 30 predominantemente não entendem nem falam nenhuma língua ryukyuana. As línguas ryukyuanas estão na lista de línguas ameaçadas de extinção da UNESCO desde 2009, pois é possível que caiam em completo desuso no meio do século XXI. 

### Religião

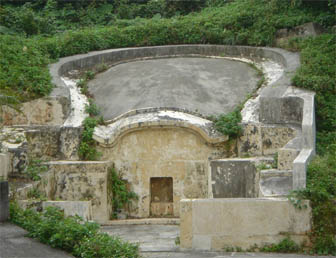
O kamekōbaka (tumba tartaruga) é a tumba familiar tradicional ryukyuana

A religião nativa de Ryukyu (também conhecida como Shinto de Ryukyu) dá forte ênfase ao papel feminino na comunidade, com mulheres tendo altas posições como xamãs e guardiãs do lar. O status das mulheres na sociedade tradicional de Ryukyu é maior que na China e no Japão. Apesar do sistema familial atual ser patrilinear e patrilocal, até o século XX era frequentemente bilateral e matrilocal. Estátuas de Shiisaa frequentemente são vistas dentro ou na frente das casas, o que está relacionado com a crença ryukyuana antiga de que o espírito masculino é o espírito "de fora" e o espírito feminino é "de dentro".
A sacerdotisa do vilarejo, Noro, usava tecidos brancos e colares de magatama. O dever da Noro era preservar o fogo geracional da lareira, um tesouro comunitário, resultando em um tabu sobre a guardiã do fogo, que deveria ser virgem para manter uma comunicação próxima com os ancestrais. O posto se tornou hereditário, com a posição normalmente sendo herdada pela filha do irmão da Noro. O centro do culto era representado por três pedras dentro ou próximas à casa. A crença na predominância espiritual da irmã era mais notável nas ilhas meridionais.
A introdução do budismo é creditada a um sacerdote japonês do século XIII (principalmente relacionado a ritos funerários), enquanto as relações comerciais do século XIV trouxeram influências do budismo coreano (incluindo algumas na arquitetura), bem como práticas xintoístas do Japão. O budismo e a religião nativa eram bases ideológicas até o século XVIII, a partir de quando o confucionismo gradualmente e oficialmente se tornou a ideologia do governo durante o reino de Shō On (1795–1802), para o desagrado de Kumemura. Isto era mais importante para as famílias de classes altas. Dentre os convertidos ao catolicismo, a antiga consciência religiosa não havia desaparecido.
Os reis de Ryukyu visitaram as cavernas Sefa-Utaki para cultos até o século XVIII. Outros locais sagrados tradicionais são as fontes Ukinju-Hain-ju, onde foi feito o primeiro arrozal, e a pequena ilha Kudaka, onde "as cinco frutas e grãos" foram introduzidos por pessoas divinas, talvez estrangeiros com técnicas agriculturais. O principal relato, que afirmava a origem comum entre os japoneses e os ryukyuanos, foi inventado por Shō Shōken no século XVII, para terminar a peregrinação do rei e da sacerdotisa-chefe à ilha de Kudaka.
Durante a Era Meiji, o governo japonês substituiu o budismo pelo xintoísmo como a religião de estado das ilhas e ordenou: o rearranjo e o redesenho de templos e santuários para incorporar deidades nativas ao panteão xintoísta; o culto xintoísta deveria ser priorizado no lugar de rituais cristãos, budistas ou nativos; a transformação de deidades locais em deuses guardiães. Durante os anos 20, foi ordenada a construção de santuários xintoístas e o remodelamento dos antigos com símbolos arquiteturais xintoístas, pagos com o dinheiro de impostos locais, o que era um fardo financeiro pesado por causa do colapso dos preços de açúcar de 1921, que devastaram a economia de Okinawa. Foi ordenado o apoio e o abrigo de clero xintoísta do Japão em 1932.
A maioria dos ryukyuanos das gerações mais recentes não são praticantes sérios da religião nativa. Desde que Okinawa esteve sobre controle japonês, práticas xintoístas e budistas têm sido sincretizadas com crenças e práticas locais.

### Culinária

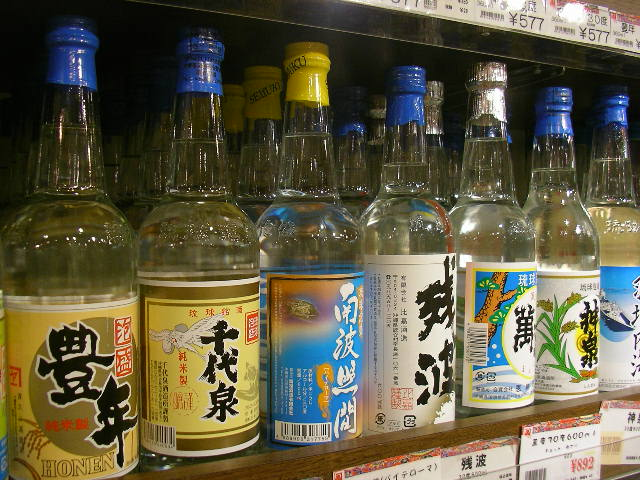
Awamori, uma bebida alcoólica tradicional de Ryukyu

A culinária de Okinawa é rica em vitaminas e minerais e possui um bom equilíbrio entre proteínas, lipídios e carboidratos. Apesar do arroz ser um alimento base, porco, algas, pastas e sopas de missô, batata-doce e açúcar mascavo também são frequentemente utilizados em receitas nativas. 
A perda de peso promovida pela dieta de Okinawa deriva da culinária ryukyuana, que tem apenas 30% do açúcar e 15% dos grãos da dieta japonesa comum.

### Arte
As técnicas de autodefesa e o uso de ferramentas agrícolas como armas contra oponentes armados — atualmente chamado de caratê — foram criadas por ryukyuanos que provavelmente incorporaram kung fu e outras técnicas chinesas em um sistema completo de ataque e defesa conhecido como Te (lit. "mão"). Essas artes marciais variavam levemente entre as cidades e eram batizadas de acordo com seu local de origem, tendo como exemplo Naha-te (atualmente conhecida como Goju-Ryū), Tomari-te e Shuri-te.
Considera-se que os ritmos e padrões de danças, como Eisa e Angama, representam lendas e herança pré-histórica. O gênero Ryūka de música e poesia tem sua origem em Okinawa. O instrumento sanshin, similar ao shamisen japonês, derivou do sanxian no século XVI.

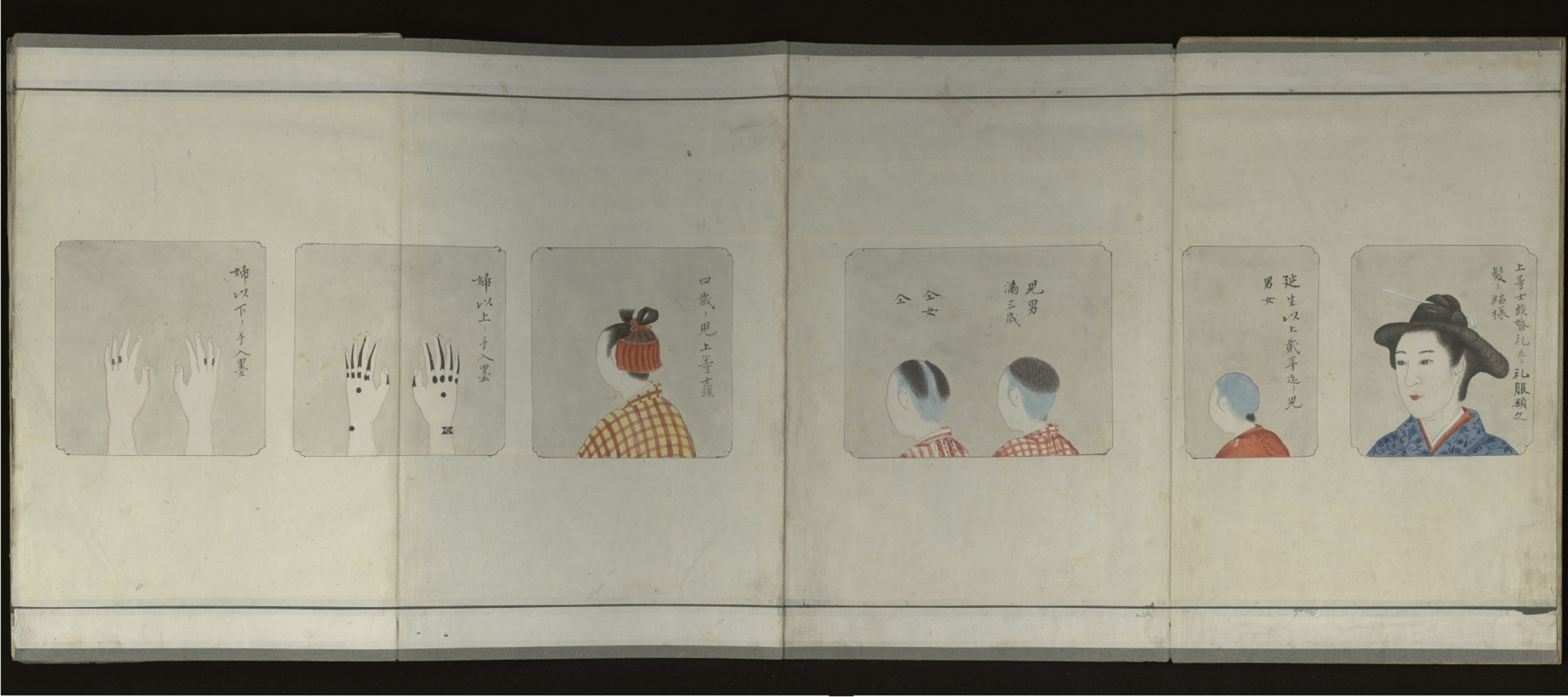
Exemplos de hajichi e penteados

As mulheres frequentemente eram tatuadas nas costas das mãos com tatuagens azuladas chamadas de hajichi como um símbolo de sua maturidade e proteção contra o mal. As tatuagens foram banidas em 1899 pelo governo Meiji.  Em distritos remotos, o coque descentralizado katakashira, usado tanto por homens quanto por mulheres, desapareceu por volta do século XX.
O bashōfu (literalmente "tecido de fibra de banana") é designado como parte das "propriedades culturais intangíveis" de Ryukyu e do Japão. A costura utilizando rami também era comum pelo arquipélago, ambos os métodos originando-se antes do século XIV.
A arquitetura, originalmente baseada em casas de palha e madeira, se desenvolveu inspirada em estruturas chinesas, japonesas e coreanas.